# Takarazuka Kinen
 (signalé en mai 2025).
Si vous disposez d'ouvrages ou d'articles de référence ou si vous connaissez des sites web de qualité traitant du thème abordé ici, merci de compléter l'article en donnant les références utiles à sa vérifiabilité et en les liant à la section « Notes et références ».
- Archive Wikiwix
- Bing
- Cairn
- DuckDuckGo
- E. Universalis
- Gallica
- Google
- G. Books
- G. News
- G. Scholar
- Persée
- Qwant
- (zh) Baidu
- (ru) Yandex
- (wd) trouver des œuvres sur Wikidata

Groupe 1
Le Takarazuka Kinen (宝塚記念) est une course hippique de plat se déroulant au mois de juin sur l'hippodrome de Hanshin au Japon.
Créée en 1960, c'est une course de Groupe 1 réservée aux chevaux de 3 ans et plus. Elle est disputée sur 2 200 mètres, corde à droite depuis 1966, après avoir été courue sur 1 800 mètres en 1960 et 2 000 mètres de 1961 à 1965. Réunissant certains des meilleurs chevaux du pays, c'est, à l'image de l'Arima Kinen dont il est le pendant estival, une course dont les partants sont choisis par le public, le reste en fonction des gains des chevaux. L'allocation s'élève à 432 000 000 ¥ (environ 3 000 000 €).

## Palmarès
| Année | Vainqueur        | S/A | Père            | Jockey             | Entraîneur         | Propriétaire         | Deuxième           | Troisième       | Temps   |
| ----- | ---------------- | --- | --------------- | ------------------ | ------------------ | -------------------- | ------------------ | --------------- | ------- |
| 2025  | Meisho Tabaru    | M.4 | Gold Ship       | Yutaka Take        | Mamoru Ishibashi   | Yoshio Matsumoto     | Bellagio Opera     | Justin Palace   | 2'11"10 |
| 2024  | Blow The Horn    | M.5 | Epiphaneia      | Akira Sugawara     | Tatsuya Yoshioka   | Makio Okada          | Sol Oriens         | Bellagio Opera  | 2'12"00 |
| 2023  | Equinox          | M.4 | Kitasan Black   | Christophe Lemaire | Tetsuya Kimura     | Silk Racing          | Through Seven Seas | Justin Palace   | 2'11"20 |
| 2022  | Titleholder      | M.4 | Duramente       | Kazuo Yokoyama     | Toru Kurita        | Hiroshi Yamada       | Hishi Iguazu       | Daring Tact     | 2'09"70 |
| 2021  | Chrono Genesis   | F.5 | Bago            | Christophe Lemaire | Takashi Saito      | Sunday Racing Co Ltd | Unicorn Lion       | Lei Papale      | 2'10"90 |
| 2020  | Chrono Genesis   | F.4 | Bago            | Yuichi Kitamura    | Takashi Saito      | Sunday Racing Co Ltd | Kiseki             | Mozu Bello      | 2'13"50 |
| 2019  | Lys Gracieux     | F.5 | Heart's Cry     | Damian Lane        | Yoshito Yahagi     | U Carrot Farm        | Kiseki             | Suave Richard   | 2'10"80 |
| 2018  | Mikki Rocket     | M.5 | King Kamehameha | Ryuji Wada         | Hidetaka Otonashi  | Mizuki Noda          | Werther            | Noble Mars      | 2'11"60 |
| 2017  | Satono Crown     | M.5 | Marju           | Mirco Demuro       | Noriyuki Hori      | Hajime Satomi        | Gold Actor         | Mikki Queen     | 2'11"40 |
| 2016  | Marialite        | F.5 | Deep Impact     | Masayoshi Ebina    | Takashi Kubota     | U Carrot Farm        | Duramente          | Kitasan Black   | 2'12"80 |
| 2015  | Lovely Day       | M.5 | King Kamehameha | Yuga Kawada        | Yasutoshi Ikee     | Kaneko Makoto        | Denim and Ruby     | Shonan Pandora  | 2'14"40 |
| 2014  | Gold Ship        | M.5 | Stay Gold       | Norihiro Yokoyama  | Naosuke Sugai      | Eiichi Kobayashi     | Curren Mirotic     | Verxina         | 2'13"90 |
| 2013  | Gold Ship        | M.4 | Stay Gold       | Hiroyuki Uchida    | Naosuke Sugai      | Eiichi Kobayashi     | Danon Ballade      | Gentildonna     | 2'13"20 |
| 2012  | Orfevre          | M.4 | Stay Gold       | Kenichi Ikezoe     | Yasutoshi Ikee     | Sunday Racing Co Ltd | Rulership          | Shonan Mighty   | 2'10"90 |
| 2011  | Earnestly        | M.6 | Grass Wonder    | Sato Tetsuzo       | Sasaki Shozo       | Koji Maeda           | Buena Vista        | Eishin Flash    | 2'10"10 |
| 2010  | Nakayama Festa   | M.4 | Stay Gold       | Yoshitomi Shibata  | Yoshitaka Ninomiya | Shinichi Izumi       | Buena Vista        | Earnestly       | 2'13"00 |
| 2009  | Dream Journey    | M.5 | Stay Gold       | Kenichi Ikezoe     | Yasutoshi Ikee     | Sunday Racing        | Sakura Mega Wonder | Deep Sky        | 2'11"30 |
| 2008  | Eishin Deputy    | M.6 | French Deputy   | Hiroyuki Uchida    | Akira Nomoto       | Toyomitsu Hirai      | Meisho Samson      | Inti Raimi      | 2'15"30 |
| 2007  | Admire Moon      | M.4 | End Sweep       | Yasunari Iwata     | Hiroyoshi Matsuda  | Riichi Kondo         | Meisho Samson      | Pop Rock        | 2'12"40 |
| 2006  | Deep Impact      | M.4 | Sunday Silence  | Yutaka Take        | Yasuo Ikee         | Kaneko Makoto        | Narita Century     | Balance of Game | 2'13"00 |
| 2005  | Sweep Tosho      | F.4 | End Sweep       | Kenichi Ikezoe     | Akio Tsurudome     | Tosho Sangyo         | Heart's Cry        | Zenno Rob Roy   | 2'11"50 |
| 2004  | Tap Dance City   | M.7 | Pleasant Tap    | Tetsuzo Sato       | Shozo Sasaki       | Yushun Horse Club    | Silk Famous        | Lincoln         | 2'11"10 |
| 2003  | Hishi Miracle    | M.4 | Soccer Boy      | Koichi Tsunoda     | Masaru Sayama      | Masaichiro Abe       | Tsurumaru Boy      | Tap Dance City  | 2'12"00 |
| 2002  | Dantsu Flame     | M.4 | Brian's Time    | Shinji Fujita      | Kenji Yamauchi     | Tetsuji Yamamoto     | Tsurumaru Boy      | Lohengrin       | 2'12"90 |
| 2001  | Meisho Doto      | M.5 | Bigstone        | Yasuhiko Yasuda    | Isao Yasuda        | Yoshio Matsumoto     | T M Opera O        | Hot Secret      | 2'11"70 |
| 2000  | T M Opera O      | M.4 | Opera House     | Ryuji Wada         | Ichizo Iwamoto     | Masatsugu Takezono   | Meisho Doto        | Jo Big Bang     | 2'13"80 |
| 1999  | Grass Wonder     | M.4 | Silver Hawk     | Hitoshi Matoba     | Mitsuhiro Ogata    | Y. Hanzawa           | Special Week       | Stay Gold       | 2'12"10 |
| 1998  | Silence Suzuka   | M.4 | Sunday Silence  | Katsumi Minai      | Mitsuru Hashida    | Keiji Nagai          | Stay Gold          | Air Groove      | 2'11"90 |
| 1997  | Marvelous Sunday | M.5 | Sunday Silence  | Yutaka Take        | Makoto Osawa       | Sadao Sasahara       | Bubble Gum Fellow  | Dance Partner   | 2'11"90 |
| 1996  | Mayano Top Gun   | M.4 | Brian's Time    | Seiki Tabara       | Masahiro Sakaguchi | Yuu Tadokoro         | Sunday Branch      | Dance Partner   | 2'12"00 |
| 1995  | Dantsu Seattle   | M.5 | Seattle Slew    | Yoshiyuki Muramoto | Kenji Yamauchi     | Tetsuji Yamamoto     | Taiki Blizzard     | Air Dublin      | 2'10"20 |
| 1994  | Biwa Hayahide    | M.4 | Sharrood        | Yukio Okabe        | Mitsumasa Hamada   | Biwa Co Ltd          | Ayrton Symboli     | Dancing Surpass | 2'11"20 |
| 1993  | Mejiro McQueen   | M.6 | Mejiro Titan    | Yutaka Take        | Yasuo Ikee         | Mejiro Farm          | Ikuno Dictus       | Osumi Roch      | 2'17"70 |
| 1992  | Mejiro Palmer    | M.5 | Mejiro Eagle    | Taisei Yamada      | Masaaki Okubo      | Mejiro Farm          | Kamino Cresse      | Mr. Spain       | 2'18"60 |
| 1991  | Mejiro Ryan      | M.4 | Amber Shadai    | Norihiro Yokoyama  | Shinji Okuhira     | Mejiro Farm          | Mejiro McQueen     | Tai Eagle       | 2'13"60 |
| 1990  | Osaichi George   | M.4 | Mill George     | Katsuhide Maruyama | Kazumi Domon       | Choichi Node         | Oguri Cap          | Yaeno Muteki    | 2'14"00 |
| 1989  | Inari One        | M.5 | Mill George     | Yutaka Take        | Kiyoshi Suzuki     | Hiroki Hotehama      | Fresh Voice        | Mr. Cyclennon   | 2'14"00 |
| 1988  | Tamamo Cross     | M.4 | C.B. Cross      | Katsumi Minai      | Isami Obara        | Tamamo Stable        | Nippo Teio         | Suda Hawk       | 2'13"20 |
| 1987  | Suzu Parade      | M.6 | Sortingo        | Seiji Ebisawa      | Rokuro Tomita      | Yoshio Koshiki       | Nippo Teio         | Sishino Raiden  | 2'12"30 |
| 1986  | Persian Boy      | M.4 | Persian Bold    | Masato Shibata     | Kunio Takamatsu    | Hidekazu Date        | Mejiro Thomas      | Single Roman    | 2'14"40 |
| 1985  | Suzuka Koban     | M.5 | Maruzensky      | Yoshiyuki Muramoto | Minoru Kobayashi   | Eiichi Nagai         | Saukura Gaisen     | Windsor Knot    | 2'15"90 |
| 1984  | Katsuragi Ace    | M.4 | Boysie Boy      | Katsuichi Nishiura | Kazumi Domon       | Ichizo Node          | Suzuka Koban       | Global Dyna     | 2'12"40 |

## Vainqueurs précédents
- 1960 - Homare Hiro
- 1961 - Caesar
- 1962 - Kodama
- 1963 - Ryu Forel
- 1964 - Hikaru Pola
- 1965 - Shinzan
- 1966 - Eight Crown
- 1967 - Taiyo
- 1968 - Hikaru Takai
- 1969 - Date Horai
- 1970 - Speed Symboli
- 1971 - Mejiro Musashi
- 1972 - Shofu Midori
- 1973 - Hamano Parade
- 1974 - Haiseiko
- 1975 - Naoki
- 1976 - Fujino Parthia
- 1977 - Tosho Boy
- 1978 - Erimo George
- 1979 - Sakura Shori
- 1980 - Teru Tenryu
- 1981 - Katsu R
- 1982 - Monte Prince
- 1983 - Hagino Kamui O